# Нечаев, Владимир Дмитриевич
Влади́мир Дми́триевич Неча́ев (род. 20 декабря 1972, Суджа, Курская область) — российский политолог, доктор политических наук, Профессор РАО. С 2018 года — ректор Севастопольского государственного университета. Председатель Севастопольского регионального отделения Общероссийской общественно-государственной просветительской организации «Российское общество „Знание“».
Автор научных и учебно-методических работ, в том числе монографий: «Институциональная организация местного самоуправления в постсоветской России: динамика и институциональные эффекты». М., 2007, «Территориальная организация местного самоуправления в современной России: генезис и институциональные эффекты». Курск, 2004, «Региональный миф в политической культуре современной России», М., 1999. Действительный член Крымской академии наук (избран действительным членом Академии решением общего собрания МОО «КАН» от 28 февраля 2023 г.).
За поддержку аннексии Крыма, вторжения России на Украину и нарушение прав украинских детей находится под санкциями 27 стран Евросоюза и Украины

## Биография
В 1995 году окончил с красным дипломом Курский государственный педагогический университет по специальности «История».
В 1998 году защитил кандидатскую диссертацию по теме: «Региональный миф в политической культуре современной России».
В 2008 году защитил докторскую диссертацию в Московском государственном университете им. М. В. Ломоносова на соискание степени доктора политических наук по теме «Институциональная организация местного самоуправления в постсоветской России».
В 1999—2000 годах — руководитель научного проекта Международного института гуманитарно-политических исследований (Москва).
В 2000—2005 годах — завкафедрой государственного и муниципального управления НОУ ВПО «Курский институт менеджмента, экономики и бизнеса», доцент кафедры государственного и муниципального управления Курского государственного университета.
В 2009—2015 годах — ректор Московского государственного гуманитарного университета им. М. А. Шолохова.
В 2015—2017 годах — первый проректор ФГБОУ ВО «Московский педагогический государственный университет».
С 28 марта 2017 по 25 декабря 2018 год — исполняющий обязанности ректора Севастопольского государственного университета.
С 27 июня 2017 года — председатель Севастопольского регионального отделения возрожденной Общероссийской общественно-государственной просветительской организации "Российское общество «Знание».
С 26 декабря 2018 года — ректор Севастопольского государственного университета.
Женат, воспитывает троих детей.

## Экспертное мнение и публичные заявления
- По словам Владимира Нечаева, попадание СевГУ в санкционный список Украины может даже поспособствовать раскрутке университета на мировой арене (21 февраля 2021 г.)[8][9];
- Один из первых ректоров вузов России, отреагировавших на ситуацию с обучением студентов в вузах Европы, предложив принять их на обучение бесплатно (28 февраля 2022 г.)[10]
- 6 марта 2022 года после вторжения России на Украину подписал письмо в поддержу российской агрессии[11].
- Ректор СевГУ Владимир Нечаев заявил о готовности вуза принять на работу ученых из зарубежных университетов, подвергающихся дискриминации в связи со сложившейся политической ситуацией (2 марта 2022 г.)[12][13].
- Владимир Нечаев одним из первых прокомментировал возможность отказа от Болонской системы на государственном уровне, выразив мнение, что выход России из Болонской системы не означает автоматического отказа от системы бакалавриата и магистратуры, но расширит спектр специалитета[14].

## Санкции
С 9 июня 2022 года находится под персональными санкциями Украины за поддержку нападения на Украину. Ранее Нечаев был внесён ФБК в список коррупционеров и разжигателей войны, с предложением введения против него международных санкций. 16 марта 2022 года форумом свободной России внесён в «Список Путина» и доклад «поджигателей войны» с предложением введения против него международных санкций.
23 июня 2023 года, на фоне вторжения России на Украину, Нечаев включён в санкционный список всех стран Евросоюза за поддержку действий которые подрывают и угрожают территориальной целостности, суверенитету и независимости Украины, а также за причастность к программе похищения украинских детей с оккупированных Россией территорий Украины:

Он публично поддержал решение президента Путина о начале агрессивной войны России против Украины. Он также поддержал незаконную аннексию Крыма и Севастополя Россией в 2014 году. Под его руководством Севастопольский государственный университет проводил программу, в ходе которой украинские дети, которые были незаконно перемещены из так называемой «ЛНР» и других оккупированных Россией частей Украины в незаконно аннексированный Крым, были переобучены российской истории, культуре и патриотизму. Его действия нарушают законодательство Украины, регламент и нарушают права украинских детей.— «Официальный журнал Европейского союза», Брюссель, 23 июня 2023 года
24 августа 2023 года Нечаев включён в блокирующий санкционный список США направленный против причастных к насильственному вывозу украинских детей в Россию.